# Tess av d'Urberville

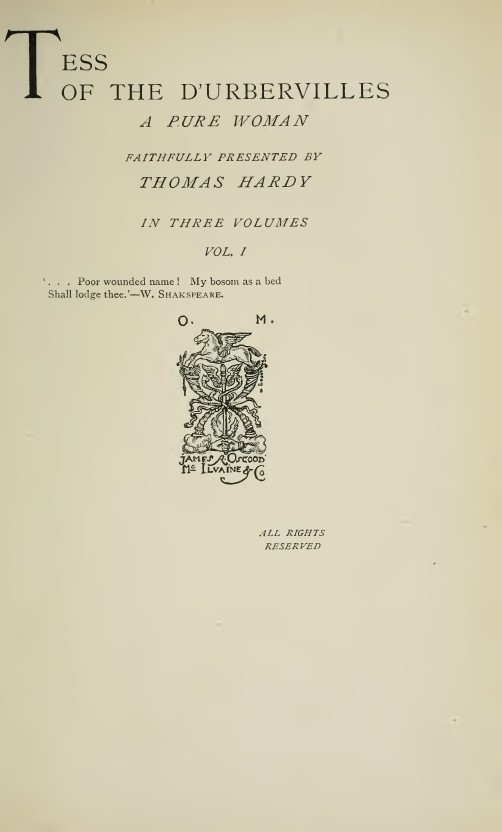
Tess av d’Urberville.

Tess av d’Urberville (originaltitel: Tess of the d’Urbervilles) är en roman av Thomas Hardy, publicerad 1891.

## Handling
Boken handlar om Tess Durbyfield. Tess har sju syskon som alla är yngre än hon. Hon har också en mamma och en pappa som dricker lite för mycket ibland. Hennes pappa får reda på att han är ättling i rakt nedstigande led i den utdöda förnäma släkten d'Urberville.
När deras häst och enda medel att försörja sig dör, blir Tess tvungen att gå till ett närliggande grevskap där en familj med namnet d'Urberville finns. Hon ska helt enkelt säga att de är släkt med dem så att de kan ge dem en ny häst. Sonen i familjen heter Alec d'Urberville och han blir snabbt förälskad i henne. När hon senare blir erbjuden arbete och kommer till gården för att bo och arbeta, våldtar han henne.
Hon blir gravid och föder en son, Sorrow, men han dör som spädbarn. För att starta ett nytt liv tar hon jobb som en mjölkerska i ett annat grevskap. Där träffar hon Angel Clare, en prästson som hellre vill bli bonde än präst. De blir förälskade men Tess tyngs av sitt förflutna. När de sedan är gifta och hon berättar för honom om sin bakgrund måste han tänka och lämnar henne över vintern för att åka till Brasilien. Då dör hennes pappa och Alec kommer för att "hjälpa" henne.

## Huvudfigurer
- Tess Durbyfield, en ung lantflicka som är intelligent och vacker men som drabbas hårt i livet.
- Angel Clare, en idealistisk prästson som inte inser hur skenhelig han är.
- Alec d'Urberville, en förmögen men också egoistisk man, som tar det han vill ha.

## Filmatiseringar i urval
- 1979 - Tess, film i regi av Roman Polanski med bland andra Nastassja Kinski och Peter Firth.
- 1998 - Tess av d'Urberville, en miniserie med bland andra Justine Waddell och Oliver Milburn.